# Walpurgisstift Weilburg
Das Walpurgisstift in der Stadt Weilburg im mittelhessischen Landkreis Limburg-Weilburg war ein Kollegiatstift, das von 912 bis 1555 bestand. Ihm war eine bedeutende Stiftsschule angefügt.

## Geschichte
Im Jahr 912 gründete der im Jahr zuvor zum König des Ostfrankenreichs gewählte Konrad I. zum Andenken an seinen im Jahr 906 bei Fritzlar in der Babenberger Fehde gefallenen Vater Konrad den Älteren ein Chorherrenstift und ließ neben dem Weilburger Königshof die kleine Stiftskirche St. Walpurgis errichten, die der Jungfrau Maria und der Heiligen Walpurgis geweiht wurde und wohl eher eine Kapelle war. In den folgenden Jahren stattete Konrad das Stift mit reichem Besitz aus eigenem und Königsgut aus, so z. B. im April 914 mit der Taufkirche in Haiger mit Gütern und Zehnten sowie dem Königshof Heigera und im Jahr 915 mit der „Villa Nassova“, dem Königshof in Nassau nebst umfangreichem Grundbesitz. In Anlehnung an das auf der Ostseite des Mühlberges über der Lahn gelegene Stift und den südlich angrenzenden ehemals konradinischen Wirtschaftshof entstand die spätere Stadt Weilburg.
Im Jahr 993 schenkte König Otto III. das Stift dem Bischof Hildebold von Worms. Im Jahr 1002 kam auch der Ort Weilburg durch Schenkung von König Heinrich II. an das Bistum Worms. Der Bischof setzte die Grafen von Nassau als Vögte ein. Im Jahr 1294 erwarb Adolf von Nassau, seit 1292 deutscher König, das Weilburger Vogteigebiet mit dem Walpurgisstift durch Kauf zu Eigentum. Das Kirchenpatronat verblieb allerdings beim Bischof von Worms.
Während der Regentschaft des Grafen Philipp I. von Nassau-Weilburg (1371–1429) wurde die Walpurgiskirche im Jahr 1397 abgerissen und an ihrer Stelle die dem heiligen Andreas geweihte St. Andreas-Stiftskirche erbaut. Im Jahr 1508 begann man eine Erweiterung der Stiftskirche mittels eines Choranbaus, der dem Heiligen Martin geweiht wurde und als Stadtkirche für die Bürger Weilburgs dienen sollte. Mangelnde Finanzen und auftretende Baumängel zögerten die Fertigstellung lange hinaus, und erst 1538, unter Graf Philipp III. (1523–1559), wurde die Kirche vollendet, der Turm sogar erst im Jahr 1559. 
Im Zuge der Reformation wurde das Walpurgisstift am 3. Januar 1555 aufgelöst und zum Eigentum der protestantischen Kirche erklärt. Die Andreaskirche und die Martinskirche wurden zu einer lutherischen Kirche vereinigt. Der letzte Dekan war Jakob Weilnau, der letzte Rektor und Scholaster Peter Weilnau. Der letzte Kanoniker Christian Häderich starb 1564.
Im Zuge der Umgestaltung des Weilburger Schlosses wurden in den Jahren 1707 bis 1713 an der Stelle der ehemaligen Stiftskirche die heutige Schlosskirche und das Rathaus errichtet. Dafür wurde die baufällige Vorgängerkirche St. Martin und St. Andreas bis auf den Turm abgebrochen. Der Turmstumpf wurde in die neue Kirche integriert.